# Associazione Calcio Siena 2004-2005
Questa voce raccoglie le informazioni riguardanti l'Associazione Calcio Siena nelle competizioni ufficiali della stagione 2004-2005.

## Stagione
Per il secondo campionato di Serie A della sua storia, nella stagione 2004-2005 il Siena ha ingaggiato Luigi Simoni (vincitore della Coppa UEFA con l'Inter nel 1998) che però venne esonerato a metà stagione e sostituito da Luigi De Canio (che già nel precedente campionato era tornato in panchina a gennaio): la salvezza è stata conquistata nell'ultima giornata, battendo (2-1) la già retrocessa Atalanta con un gol di Stefano Argilli nei minuti finali. Con 11 reti Enrico Chiesa è stato il miglio realizzatore bianconero di stagione.
In Coppa Italia, il Siena supera il primo turno eliminando nel doppio confronto il Messina, poi esce dalla manifestazione negli ottavi di finale contro la Roma: l'incontro di andata il 19 novembre 2004, vinto (1-2) dai toscani a Roma è ricordato per l'intervento di Daniele De Rossi che ha causato un grave infortunio ad Andrea Ardito. L'episodio ha dato origine alla rivalità tra la tifoseria giallorossa e quella senese. Nella partita di ritorno degli ottavi, la Roma si è imposta (1-5) a Siena.

## Divise e sponsor[3]
Nella stagione 2004-2005 lo sponsor tecnico è Lotto, mentre lo sponsor ufficiale è Monte dei Paschi di Siena. La divisa casalinga presenta una maglia a scacchi così come i calzoncini, mentre i calzettoni sono bianchi. La divisa da trasferta è invece interamente rossa.
| Casa | Trasferta |  |

## Rosa
| N. |                    | Ruolo | Calciatore          |
| -- | ------------------ | ----- | ------------------- |
| 1  | Austria (bandiera) | P     | Alexander Manninger |
| 14 | Italia (bandiera)  | P     | Marco Fortin        |
| 13 | Italia (bandiera)  | P     | Adriano Zancopè     |
| 5  | Italia (bandiera)  | D     | Bruno Cirillo       |
| 90 | Italia (bandiera)  | D     | Daniele Portanova   |
| 8  | Italia (bandiera)  | D     | Stefano Argilli     |
| 3  | Italia (bandiera)  | D     | Gianluca Falsini    |
| 33 | Italia (bandiera)  | D     | Francesco Colonnese |
| 7  | Croazia (bandiera) | D     | Igor Tudor          |
| 2  | Italia (bandiera)  | D     | Davide Nicola       |
| 30 | Italia (bandiera)  | D     | Giovanni Pasquale   |
| 4  | Italia (bandiera)  | D     | Michele Mignani     |
| 18 | Italia (bandiera)  | D     | Paolo Foglio        |
| 6  | Italia (bandiera)  | C     | Simone Vergassola   |
| 39 | Italia (bandiera)  | C     | Fabio Pecchia       |
| 19 | Italia (bandiera)  | C     | Daniele Di Donato   |
| 21 | Brasile (bandiera) | C     | Rodrigo Taddei      |

| N. |                     | Ruolo | Calciatore               |
| -- | ------------------- | ----- | ------------------------ |
| 23 | Italia (bandiera)   | C     | Roberto D'Aversa         |
| 11 | Brasile (bandiera)  | C     | Alberto                  |
| 20 | Svizzera (bandiera) | C     | Davide Chiumiento        |
| 79 | Italia (bandiera)   | C     | Alfonso Camorani         |
| 35 | Italia (bandiera)   | C     | Francesco Cozza          |
| 26 | Italia (bandiera)   | C     | Matteo Serafini          |
| 11 | Brasile (bandiera)  | C     | Fernando Menegazzo       |
| 22 | Italia (bandiera)   | C     | Andrea Ardito            |
| 65 | Italia (bandiera)   | C     | Gennaro Esposito         |
| 15 | Italia (bandiera)   | C     | Simone Bonomi            |
| 16 | Romania (bandiera)  | C     | Alin Stoica              |
| 10 | Italia (bandiera)   | A     | Enrico Chiesa (capitano) |
| 9  | Norvegia (bandiera) | A     | Tore André Flo           |
| 32 | Italia (bandiera)   | A     | Massimo Maccarone        |
| 7  | Italia (bandiera)   | A     | Mattia Graffiedi         |
| 76 | Italia (bandiera)   | A     | Marco Carparelli         |

## Calciomercato

### Sessione estiva(dal 1/7 al 31/8)
| Acquisti | Acquisti            | Acquisti   | Acquisti   |
| R.       | Nome                | da         | Modalità   |
| -------- | ------------------- | ---------- | ---------- |
| P        | Alexander Manninger | Bologna    | prestito   |
| A        | Mattia Graffiedi    | Fiorentina | -          |
| P        | Adriano Zancopè     | Modena     | svincolato |
| A        | Davide Chiumiento   | Juventus   | prestito   |
| D        | Francesco Colonnese | Lazio      | -          |
| D        | Gianluca Falsini    | Reggina    | -          |
| A        | Simone Marini       | Benevento  | -          |
| D        | Daniele Portanova   | Napoli     | -          |
| C        | Matteo Serafini     | Arezzo     | -          |
| C        | Alfonso Camorani    | Fiorentina | -          |
| C        | Daniele Di Donato   | Palermo    | -          |
| D        | Davide Nicola       | Ternana    | prestito   |
| C        | Gennaro Esposito    | Napoli     | -          |
| C        | Fabio Pecchia       | Bologna    | prestito   |
| D        | Alberto             | Udinese    | prestito   |
| A        | Marco Carparelli    | Como       | -          |

| Cessioni | Cessioni                | Cessioni    | Cessioni   |
| R.       | Nome                    | a           | Modalità   |
| -------- | ----------------------- | ----------- | ---------- |
| A        | Raffaele Rubino         | Salernitana | -          |
| D        | Kōnstantinos Loumpoutīs | Perugia     | svincolato |
| D        | Daniele Delli Carri     | Fiorentina  | -          |
| C        | Alessandro Cucciari     | Messina     | -          |
| P        | Simone Farelli          | Nocerina    | -          |
| P        | Giuseppe Taglialatela   | -           | ritiro     |

### Sessione invernale(dal 3/1 al 31/1)
| Acquisti | Acquisti          | Acquisti    | Acquisti   |
| R.       | Nome              | da          | Modalità   |
| -------- | ----------------- | ----------- | ---------- |
| C        | Alin Stoica       | Club Brugge | svincolato |
| D        | Giovanni Pasquale | Inter       | prestito   |

| Cessioni | Cessioni         | Cessioni | Cessioni |
| R.       | Nome             | a        | Modalità |
| -------- | ---------------- | -------- | -------- |
| C        | Mattia Graffiedi | Modena   | -        |
| P        | Generoso Rossi   | QPR      | -        |
| C        | Fernando         | Catania  | prestito |
| C        | Matteo Serafini  | Catania  | -        |
| D        | Simone Bonomi    | Napoli   | prestito |
| A        | Marco Carparelli | Genoa    | -        |
| P        | Matteo Gianello  | Napoli   | -        |

## Risultati

### Serie A

#### Girone di andata
| Arbitro: | Saccani (Mantova) |

|          |           |  |
| Toni 22’ | Marcatori |  |

| Arbitro: | Ayroldi (Molfetta) |

|                              |           |           |
| Vergassola 10’ Portanova 76’ | Marcatori | 5’ Flachi |

| Arbitro: | Pieri (Lucca) |

|                        |           |  |
| Esposito 18’ Suazo 75’ | Marcatori |  |

| Siena 26 settembre 2004, ore 15.00 CEST 4ª giornata | Siena            | 0 – 0 referto | Reggina | Montepaschi Arena\| Arbitro: \| De Santis (Roma) \| |
| Arbitro:                                            | De Santis (Roma) |               |         |                                                     |

| Arbitro: | Dondarini (Reggio Emilia) |

|                                           |           |               |
| Parisi 33’ Di Napoli 35’, 54’ Amoruso 83’ | Marcatori | 41’ Portanova |

| Firenze 17 ottobre 2004, ore 15.00 CEST 6ª giornata | Fiorentina       | 0 – 0 referto | Siena | Stadio Artemio Franchi\| Arbitro: \| Rosetti (Torino) \| |
| Arbitro:                                            | Rosetti (Torino) |               |       |                                                          |

| Arbitro: | Bertini (Arezzo) |

|  |           |                                   |
|  | Marcatori | 53’, 60’ Del Piero 63’ Camoranesi |

| Arbitro: | Dondarini (Finale Emilia) |

|  |           |             |
|  | Marcatori | 17’ Pecchia |

| Arbitro: | Paparesta (Bari) |

|            |           |              |
| Chiesa 53’ | Marcatori | 36’ Cipriani |

| Arbitro: | Rizzoli (Bologna) |

|           |           |               |
| Couto 47’ | Marcatori | 67’ Portanova |

| Arbitro: | Pieri (Genova) |

|             |           |              |
| Pecchia 29’ | Marcatori | 70’ Cassetti |

| Arbitro: | Bertini (Arezzo) |

|                   |           |             |
| Ševčenko 26’, 38’ | Marcatori | 36’ Argilli |

| Arbitro: | Racalbuto (Gallarate) |

|  |           |                                    |
|  | Marcatori | 68’, 70’ Montella 71’, 90+1’ Totti |

| Arbitro: | Rosetti (Torino) |

|               |           |  |
| Di Natale 16’ | Marcatori |  |

| Arbitro: | Farina (Roma) |

|                       |           |                                |
| Portanova 41’ Flo 87’ | Marcatori | 36’ (rig.) Adriano 90+2’ Vieri |

| Arbitro: | Paparesta (Bari) |

|                |           |                  |
| Vergassola 43’ | Marcatori | 55’ A. Lucarelli |

| Arbitro: | Bergonzi (Genova) |

|             |           |                    |
| Semioli 74’ | Marcatori | 44’ Taddei 54’ Flo |

| Arbitro: | Preschern (Mestre) |

|  |           |               |
|  | Marcatori | 21’ Gilardino |

| Arbitro: | De Santis (Roma) |

|                |           |            |
| Sinigaglia 20’ | Marcatori | 45’ Chiesa |

#### Girone di ritorno
| Siena 23 gennaio 2005, ore 15.00 CET 20ª giornata | Siena               | 0 – 0 referto | Palermo | Montepaschi Arena\| Arbitro: \| Collina (Viareggio) \| |
| Arbitro:                                          | Collina (Viareggio) |               |         |                                                        |

| Arbitro: | Paparesta (Bari) |

|             |           |                |
| Rossini 79’ | Marcatori | 66’ Vergassola |

| Arbitro: | Castellani (Verona) |

|                   |           |                       |
| Chiesa 4’ Flo 36’ | Marcatori | 58’ López 84’ Bianchi |

| Arbitro: | Morganti (Genova) |

|                                            |           |                               |
| 45’ Franceschini 79’ Borriello 82’ Paredes | Marcatori | Vergassola 7’ Chiesa 26’, 57’ |

| Arbitro: | Bertini (Arezzo) |

|                           |           |                                |
| Chiesa 46’ Chiumiento 82’ | Marcatori | 4’ Di Napoli 67’ (rig.) Parisi |

| Arbitro: | Racalbuto (Gallarate) |

|        |           |  |
| Flo 6’ | Marcatori |  |

| Arbitro: | Collina (Viareggio) |

|                                       |           |  |
| Del Piero 35’, 63’ (rig.) Emerson 73’ | Marcatori |  |

| Arbitro: | Farina (Roma) |

|                          |           |                                          |
| Chiesa 53’ Maccarone 90’ | Marcatori | 40’ Di Biagio 46’ Caracciolo 74’ Mannini |

| Arbitro: | Dattilo (Locri) |

|              |           |                    |
| Bellucci 56’ | Marcatori | 63’ (aut.) Colucci |

| Arbitro: | Tombolini (Ancona) |

|           |           |  |
| Tudor 60’ | Marcatori |  |

| Arbitro: | Rosetti (Torino) |

|                    |           |                          |
| Konan 10’ Paci 55’ | Marcatori | 18’ Maccarone 81’ Taddei |

| Arbitro: | Collina (Viareggio) |

|                      |           |            |
| Chiesa 72’ Cozza 86’ | Marcatori | 63’ Crespo |

| Arbitro: | Dondarini (Finale Emilia) |

|  |           |                          |
|  | Marcatori | 60’ Maccarone 88’ Chiesa |

| Arbitro: | Messina (Bergamo) |

|                         |           |                                 |
| Maccarone 9’ Taddei 57’ | Marcatori | 5’, 53’ Di Michele 65’ Iaquinta |

| Arbitro: | Dondarini (Finale Emilia) |

|                          |           |  |
| Cruz 2’ (rig.) Vieri 31’ | Marcatori |  |

| Arbitro: | De Santis (Tivoli) |

|                                          |           |                                                               |
| 36’ (rig.), 55’ C. Lucarelli 72’ Colombo | Marcatori | Argilli 15’ Chiesa 38’ Vergassola 53’, 60’ Maccarone 62’, 81’ |

| Arbitro: | Rosetti (Torino) |

|  |           |             |
|  | Marcatori | 80’ Semioli |

| Parma 22 maggio 2005, ore 15.00 CEST 37ª giornata | Parma            | 0 – 0 referto | Siena | Stadio Ennio Tardini\| Arbitro: \| Rodomonti (Roma) \| |
| Arbitro:                                          | Rodomonti (Roma) |               |       |                                                        |

| Arbitro: | Farina (Roma) |

|                       |           |           |
| Chiesa 8’ Argilli 81’ | Marcatori | 62’ Budan |

### Coppa Italia

#### Primo turno
| Arbitro: | Nucini (Bergamo) |

|  |           |               |
|  | Marcatori | 22’ Menegazzo |

| Arbitro: | Rocchi (Firenze) |

|             |           |             |
| Cirillo 69’ | Marcatori | 80’ Amoruso |

#### Ottavi di finale
| Arbitro: | De Marco (Chiavari) |

|           |           |              |
| Totti 57’ | Marcatori | 37’, 87’ Flo |

| Arbitro: | Morganti (Ascoli Piceno) |

|                      |           |                                                          |
| Maccarone 44’ (rig.) | Marcatori | 12’ Dellas 35’ Totti 46’ Cassano 49’ Montella 65’ Corvia |

## Statistiche

### Statistiche di squadra
Statistiche aggiornate al 15 giugno 2005.
| Competizione | Punti | In casa | In casa | In casa | In casa | In trasferta | In trasferta | In trasferta | In trasferta | Totale | Totale | Totale | Totale | Gf | Gs | DR  |
| Competizione | Punti | G       | V       | P       | S       | G            | V            | P            | S            | G      | V      | P      | S      | Gf | Gs | DR  |
| ------------ | ----- | ------- | ------- | ------- | ------- | ------------ | ------------ | ------------ | ------------ | ------ | ------ | ------ | ------ | -- | -- | --- |
| Serie A      | 43    | 19      | 5       | 7       | 7       | 19           | 4            | 9            | 6            | 38     | 9      | 16     | 13     | 44 | 55 | -11 |
| Coppa Italia | -     | 2       | 0       | 1       | 1       | 2            | 2            | 0            | 0            | 4      | 2      | 1      | 1      | 3  | 6  | -3  |
| Totale       | -     | 21      | 5       | 8       | 8       | 21           | 6            | 9            | 6            | 42     | 11     | 17     | 14     | 47 | 61 | -14 |

### Andamento in campionato
| Giornata  | 1  | 2  | 3  | 4  | 5  | 6  | 7  | 8  | 9  | 10 | 11 | 12 | 13 | 14 | 15 | 16 | 17 | 18 | 19 | 20 | 21 | 22 | 23 | 24 | 25 | 26 | 27 | 28 | 29 | 30 | 31 | 32 | 33 | 34 | 35 | 36 | 37 | 38 |
| --------- | -- | -- | -- | -- | -- | -- | -- | -- | -- | -- | -- | -- | -- | -- | -- | -- | -- | -- | -- | -- | -- | -- | -- | -- | -- | -- | -- | -- | -- | -- | -- | -- | -- | -- | -- | -- | -- | -- |
| Luogo     | T  | C  | T  | C  | T  | T  | C  | T  | C  | T  | C  | T  | C  | T  | C  | C  | T  | C  | T  | C  | T  | C  | T  | C  | C  | T  | C  | T  | C  | T  | C  | T  | C  | T  | T  | C  | T  | C  |
| Risultato | P  | V  | P  | N  | P  | N  | P  | V  | N  | N  | N  | P  | P  | P  | N  | N  | V  | P  | N  | N  | N  | N  | N  | N  | V  | P  | P  | N  | V  | N  | V  | V  | P  | P  | V  | P  | N  | V  |
| Posizione | 19 | 12 | 15 | 15 | 16 | 17 | 19 | 17 | 17 | 18 | 18 | 19 | 19 | 19 | 19 | 18 | 18 | 19 | 19 | 19 | 18 | 18 | 18 | 19 | 18 | 18 | 19 | 19 | 18 | 18 | 16 | 15 | 15 | 16 | 16 | 16 | 18 | 14 |

Legenda:

Luogo: C = Casa; T = Trasferta. Risultato: V = Vittoria; N = Pareggio; P = Sconfitta.}